# زفي لارون
زفي لارون (بالعبرية: צבי לרון) مواليد 6 فبراير 1927 في رومانيا، طبيب أطفال إسرائيلي وومتخصص بعلم الغدد الصم، حصل على جائزة إسرائيل (أرفع جائزة إسرائيلية) عام 2009.